# Китаев, Николай Трофимович
Николай Трофимович Китаев (9 [22] ноября 1917, Пичуга, Саратовская губерния — 24 марта 2000, Белыничи, Могилёвская область) — гвардии подполковник Советской Армии, участник Великой Отечественной войны, Герой Советского Союза (1943).

## Биография
Николай Китаев родился 9 (22) ноября 1917 года в селе Пичуга (ныне — Дубовский район Волгоградской области). После окончания семи классов школы и школы фабрично-заводского ученичества работал слесарем-ремонтником литейного цеха Сталинградского тракторного завода. Окончил аэроклуб. В 1938 году Китаев был призван на службу в Рабоче-крестьянскую Красную Армию. Окончил Борисоглебскую военную авиационную школу лётчиков. Участвовал в боях советско-финской войны. С декабря 1941 года — на фронтах Великой Отечественной войны. Участвовал в битве за Москву, битве за Кавказ, Курской битве, освобождении Украинской ССР.
К марту 1943 года гвардии старший лейтенант Николай Китаев командовал эскадрильей 40-го гвардейского истребительного авиаполка 217-й истребительной авиадивизии 4-й воздушной армии Северо-Кавказского фронта. К тому времени он совершил 183 боевых вылета, принял участие в 45 воздушных боях, сбив 8 вражеских самолётов лично и ещё 5 — в составе группы.
Указом Президиума Верховного Совета СССР от 1 мая 1943 года за «образцовое выполнение боевых заданий командования на фронте борьбы с немецкими захватчиками и проявленные при этом мужество и героизм» гвардии старший лейтенант Николай Китаев был удостоен высокого звания Героя Советского Союза с вручением ордена Ленина и медали «Золотая Звезда».
С 1944 года гвардии майор Николай Китаев командовал 40-м гвардейским истребительным авиаполком. В июле того же года в районе Тернополя он был сбит и попал в немецкий плен. К этому моменту Н. Т. Китаев совершил около 600 боевых вылетов, провёл 120 воздушных боёв, сбил 24 самолёта лично и 5 в группе. Вместе с М. П. Девятаевым был участником группы советских лётчиков, пытавшихся совершить побег с помощью подкопа из концентрационного лагеря «Новый Кенигсберг» с последующим угоном немецкого военно-транспортного самолёта с ближайшего учебного аэродрома.
В 1945 году Н. Т. Китаев был освобождён советскими войсками. В 1946 году в звании гвардии подполковника он был уволен в запас. Проживал в Белыничах Могилёвской области Белоруссии.
Умер 24 марта 2000 года, похоронен в деревне Рогач Белыничского района Могилёвской области.

## Награды
Герой Советского Союза Указ от 1.05.1943 г.
Был награждён двумя орденами Ленина, двумя орденами Красного Знамени, орденами Александра Невского, двумя 
Орденами Отечественной войны I степени,1 орден в 1985 г, рядом медалей.
15 апреля 1999 года Указом Президента Республики Беларусь был награждён Орденом «За службу Родине» III степени.

## Память
- В Белыничах в честь Н. Т. Китаева названа одна из улиц.